# اکبال، سانتا فه
اکبال، سانتا فه (به اسپانیایی: Acebal, Santa Fe) در آرژانتین است که در Rosario Department واقع شده‌است.

## خصوصیات
اکبال ۴٬۸۱۴ نفر جمعیت دارد.